# Cantone di Le Bar-sur-Loup
Il Cantone di Le Bar-sur-Loup era una divisione amministrativa dell'arrondissement di Grasse.
A seguito della riforma approvata con decreto del 24 febbraio 2014, che ha avuto attuazione dopo le elezioni dipartimentali del 2015, è stato soppresso.

## Composizione
Comprendeva 10 comuni:
- Le Bar-sur-Loup
- Caussols
- Châteauneuf-Grasse
- Courmes
- Gourdon
- Opio
- Roquefort-les-Pins
- Le Rouret
- Tourrettes-sur-Loup
- Valbonne